# Stylista
Stylista (2008) – amerykański program typu reality show, wyprodukowany przez stację The CW o tematyce mody. Pomysłodawcą show jest Eli Holzman.

## Opis fabuły
Młodzi projektanci mody starają się o posadę w redakcji magazynu Elle. Aby ją uzyskać muszą się wywiązać z dwóch zadań: jedno z nich jest typowo asystenckie, drugie - redakcyjne. Każdy ich ruch obserwowany jest przez Anne Slowey, redaktor działu wiadomości ze świata mody.

## Uczestnicy
- Johanna
- DyShaun
- Megan
- Ashlie
- Kate
- Danielle
- Devin
- William
- Cologne
- Jason
- Arnaldo

## Spis odcinków
| Premiera odcinka | N/o | Polski tytuł | Angielski tytuł             |
| ---------------- | --- | ------------ | --------------------------- |
|                  |     |              |                             |
| SERIA PIERWSZA   |     |              |                             |
|                  |     |              |                             |
| 05.06.2009       | 01  |              | Pilot                       |
|                  |     |              |                             |
| 12.06.2009       | 02  |              | Hidden Gems                 |
|                  |     |              |                             |
| 19.06.2009       | 03  |              | No More Mr. Nice Guy        |
|                  |     |              |                             |
| 26.06.2009       | 04  |              | Shop It Like It's Hot       |
|                  |     |              |                             |
| 03.07.2009       | 05  |              | It's All About Who You Know |
|                  |     |              |                             |
| 10.07.2009       | 06  |              | Clip Show                   |
|                  |     |              |                             |
| 17.07.2009       | 07  |              | Model Behavior              |
|                  |     |              |                             |
| 24.07.2009       | 08  |              | Fashion Show 101            |
|                  |     |              |                             |
| 31.07.2009       | 09  |              | The Right Fit               |
|                  |     |              |                             |